# Chloe Magee
Chloe Magee (ur. 29 listopada 1988 w Raphoe) – irlandzka badmintonistka, dwukrotna brązowa medalistka igrzysk europejskich, uczestniczka trzech igrzysk olimpijskich.

## Udział w wybranych imprezach
Mistrzostwa Europy 2012
| Data        | Przeciwnik        | 1. set | 2. set | 3. set | Uwagi |
| ----------- | ----------------- | ------ | ------ | ------ | ----- |
| 17 kwietnia | Laura Vana        | 21-9   | 21-9   | –      | Q     |
| 18 kwietnia | Natalia Perminowa | 23-25  | 6-21   | –      | nq    |

Letnie Igrzyska Olimpijskie 2012
| Data     | Przeciwnik  | 1. set | 2. set | 3. set | Uwagi |
| -------- | ----------- | ------ | ------ | ------ | ----- |
| 29 lipca | Hadia Hosny | 21-17  | 21-6   | –      | Q     |
| 31 lipca | Pi Hongyan  | 21-16  | 18-21  | 14-21  | nq    |